# Agnippe
Agnippe là một chi bướm đêm thuộc họ Gelechiidae.
1. ↑  Fauna Europaea